# Gordon MacRae
Albert Gordon MacRae (* 12. März 1921 in East Orange, New Jersey; † 24. Januar 1986 in Lincoln, Nebraska) war ein US-amerikanischer Sänger und Schauspieler, der insbesondere als Musicaldarsteller sowohl am Broadway als auch in Hollywood zu Popularität gelangte.

## Leben und Karriere
MacRae war in seiner Highschoolzeit als Sänger und Schauspieler im Dramaklub seiner Schule aktiv und lernte Klavier, Klarinette und Saxophon zu spielen. 19-jährig nahm er an einem Gesangswettbewerb teil und gewann ein zweiwöchiges Engagement bei der Weltausstellung in New York, wo der Bariton mit den Bands von Harry James und Les Brown auftrat. Von 1940 bis 1942 war er Sänger in Horace Heidts Band. Es folgte eine zweijährige Dienstzeit als Navigator beim United States Army Air Corps.
Nach dem Krieg debütierte MacRae am Broadway in der Show Junior Miss. 1946 trat er in Ray Bolgers Broadway-Revue Three to Make Ready auf, was ihm einen Vertrag mit dem Label Capitol Records einbrachte, dem er 20 Jahre lang verbunden blieb. 1948 startete er die Rundfunkshow The Railroad Hour, die zunächst bei ABC und dann bis 1954 bei NBC lief. Ebenfalls 1948 unterzeichnete er einen Vertrag mit Warner Brothers und debütierte noch im selben Jahr als Filmschauspieler neben Lois Maxwell in dem Film The Big Punch, wobei er gleich eine Hauptrolle hatte.
Es folgten eine Reihe von Musicals, darunter Stern vom Broadway mit June Haver und Ray Bolger, durch die er sich schnell als Leading Men in Hollywood etablieren konnte. Er drehte insgesamt fünf Filme mit Doris Day, etwa Bezaubernde Frau (1950) sowie die beiden zusammenhängen Musicalkomödien Romanze mit Hindernissen (1951) und Heiratet Marjorie? (1953). Mitte der 1950er Jahre erhielt MacRaes seine bedeutendsten Filmrollen: in Oklahoma! (1955) als Cowboy Curly McLain und in Karussell (1956) als Jahrmarktsmitarbeiter Billy Bigelow. Bei beiden aufwendig produzierten Farbfilmen handelte es sich jeweils um Verfilmungen der gleichnamigen Musicals von Richard Rodgers und Oscar Hammerstein II. Zudem trat er in beiden Filmen an der Seite der Newcomerin Shirley Jones auf. Sein im Jahr 1958 erschienenes Album Oklahoma! wurde im April 1992 in den USA mit einer Doppelplatin-Schallplatte ausgezeichnet.
Zugleich markierten die Rodgers-&-Hammerstein-Musicals bereits beinahe den Endpunkt seiner Zeit als Filmstar. Nach 1956 drehte er für 20 Jahre keinen Hollywood-Film mehr, was besonders am raschen Niedergang des Musicalgenres in dieser Zeit lag. Zudem machten sich in dieser Zeit erstmals MacRaes Alkoholprobleme bemerkbar. Dennoch nahm er weiter Alben als Sänger auf und trat in Fernsehshows auf. 1978 musste er ein Konzert absagen, weil er sich nicht an die Texte seiner Songs erinnern konnte. 1980 hatte er seinen letzten Filmauftritt in Der Pilot mit Cliff Robertson. 1982 erlitt er einen Schlaganfall. Auch danach trat er noch auf, soweit es sein Gesundheitszustand zuließ. Im Jahr 1986 starb er 64-jährig an den Folgen einer Krebserkrankung in Lincoln, Nebraska, wo er auf dem Wyuka Cemetery beigesetzt wurde.
Gordon MacRae war in erster Ehe mit der Schauspielerin Sheila MacRae (1921–2014) verheiratet. Er trat häufig gemeinsam mit ihr auf und nahm auch ein Album mit ihr auf. Ihre Töchter Meredith und Heather MacRae wurden ebenfalls als Schauspielerinnen bekannt.

## Filmografie
- 1948: The Big Punch
- 1949: Stern vom Broadway (Look for the Silver Lining)
- 1950: Gesetzlos (Backfire)
- 1950: The Daughter of Rosie O’Grady
- 1950: Fahr zur Hölle (Return of the Frontiersman)
- 1950: Bezaubernde Frau (Tea for Two)
- 1950: The West Point Story
- 1951: Romanze mit Hindernissen (On Moonlight Bay)
- 1951: Starlift
- 1952: About Face
- 1953: Heiratet Marjorie? (By the Light of the Silvery Moon)
- 1953: El Khobar – Schrecken der Wüste (The Desert Song)
- 1953: So You Want a Television Set (Kurzfilm, Cameo-Auftritt)
- 1953: Three Sailors and a Girl
- 1955: Oklahoma!
- 1956: Karussell (Carousel)
- 1956: The Gordon MacRae Show (eigene Fernsehserie)
- 1956: Fanfaren der Freude (The Best Things in Life Are Free)
- 1957: Lux Video Theatre (Fernsehserie, 2 Folgen)
- 1958: The Gift of the Magi (Fernsehfilm)
- 1974: Ein Sheriff in New York (McCloud, Fernsehserie, Fernsehserie, Folge 5x01)
- 1978: Erst 16 und schon auf vollen Touren (Zero to Sixty)
- 1980: Der Pilot (The Pilot)